# Udvidet popform
Udvidet popform er en blanding af AABA-formen og Pop-formen, idet der både optræder et vers (A), et omkvæd (B) og et kontraststykke (C). 
Eksempler på denne form: ABABCABCB+coda eller ABABCBBB.
| Musik | Spire Denne musikartikel er en spire som bør udbygges. Du er velkommen til at hjælpe Wikipedia ved at udvide den. |